# Rote Spinne

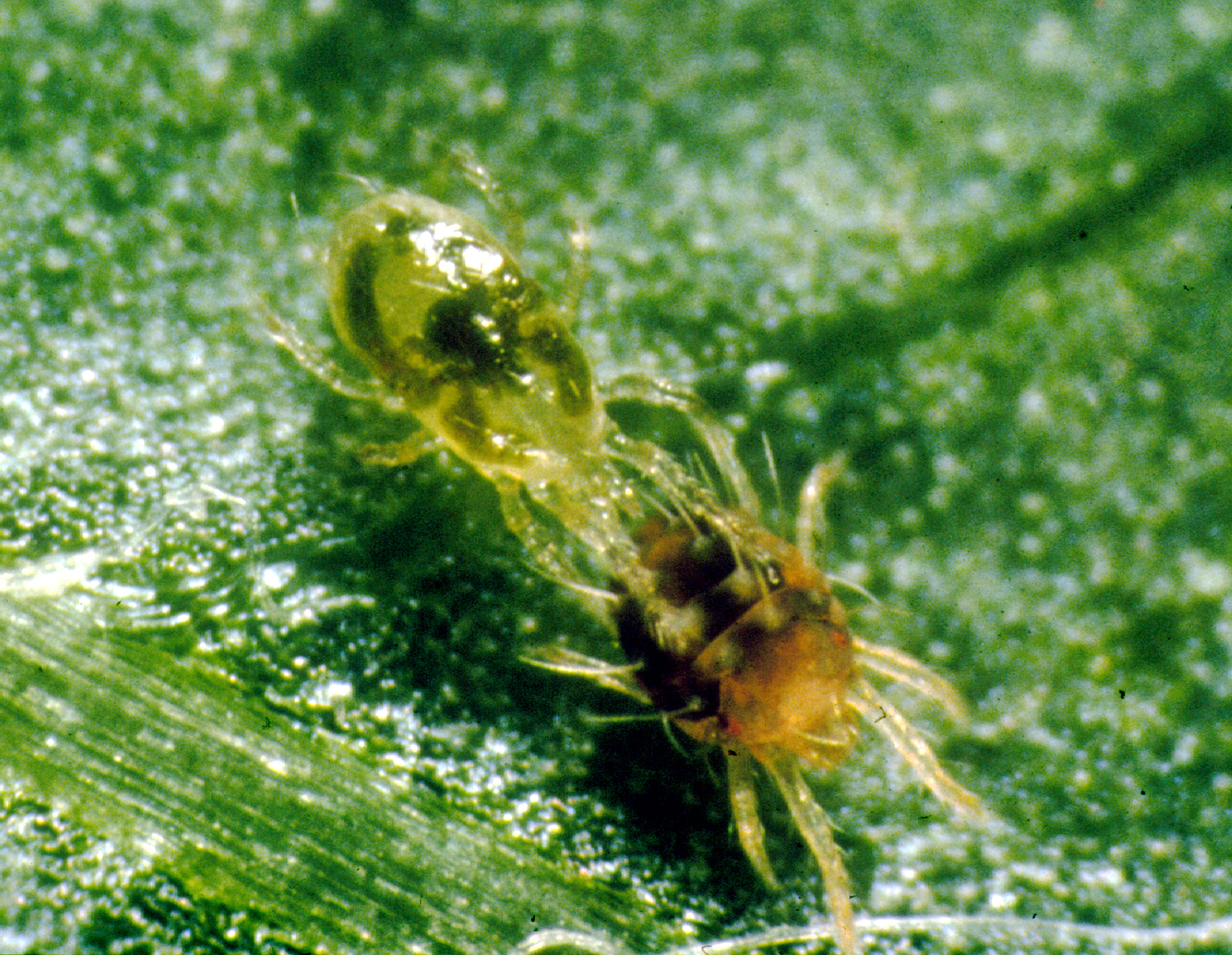
Eine Rote Spinnmilbe wird von einer räuberischen Milbenart angegriffen

Die Rote Spinne (Panonychus ulmi, Syn.: Metatetranychus ulmi), auch Obstbaumspinnmilbe oder Rote Spinnmilbe genannt, gehört zu den Spinnmilben, und richtet unter anderem an der Weinrebe, an Apfel, Birne, Pflaume, Stachelbeere und Johannisbeeren Schäden an. Von ihr ist die umgangssprachlich oft ebenso als Rote Spinne bezeichnete Rote Samtmilbe aus der Gattung Trombidium zu unterscheiden. Trotz ihres Trivialnamens handelt es sich nicht um eine Spinne.

## Merkmale
Die Körperlänge beträgt 1–2 mm. Die Körperfarbe ist leuchtend rot. Sowohl Körper als auch Beine sind mit markanten Borsten besetzt.

## Biologie
Das Verbreitungsgebiet umfasst große Teile Europas.
Die Art überwintert im Eistadium an Obstbäumen. Im Frühjahr schlüpft der Großteil der Spinnmilben und ab Mai/Juni treten Geschlechtstiere und Sommereier auf. Die Weibchen sind etwa einen halben Millimeter groß, ziegelrot und tragen auf dem Rücken charakteristische weiße Borsten. Pro Weibchen werden etwa 20–40 Eier abgelegt, im Jahr werden etwa fünf bis sieben Generationen gebildet. Bei der Weinrebe überwintern die Weibchen im Bereich der Winterknospen.

## Schadbild
Bei der Weinrebe werden im Frühjahr nach dem Austrieb zunächst dunkle Blattzipfel sichtbar. An entfalteten Blättern kommen dunkle Stichstellen hinzu. Die Blätter wölben sich nach oben, bleiben klein und fallen ab. Der Trieb bleibt kurz. Im Sommer färben sich die Blätter bronze-braun.

## Bekämpfung

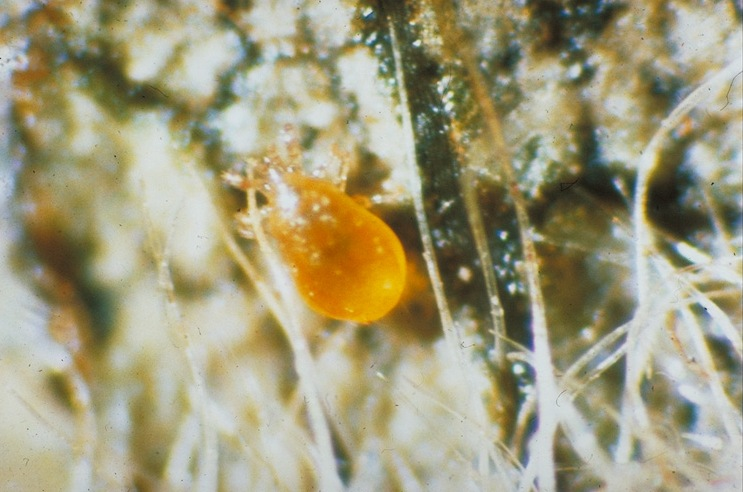
Raubmilbe Thyphlodromus pyri

Der Einsatz von chemisch-synthetischen Mitteln kann bei geeigneter Kontrolle gering gehalten werden. Die Rote Spinne hat zahlreiche natürliche Gegenspieler wie Raubmilben, Raubwanzen, Florfliegen und Marienkäfer. Zur biologischen Bekämpfung hat sich der gezielte Einsatz der Raubmilbe Typhlodromus pyri bewährt. Da P. ulmi auch immer häufiger im Unterglasanbau in Gewächshäusern und in Gartenmärkten anzutreffen ist, ist auch der Einsatz der Raubmilbe Amblyseius californicus möglich, wohingegen durch die Raubmilbe Phytoseiulus persimilis kein ausreichender Bekämpfungserfolg erzielt werden kann. Chemische Kontrolle erfolgt mit spezifischen Akariziden.
Bei Zimmerpflanzen ist eine Bekämpfung mit Raubmilben oft erfolglos, da diese ungewöhnlich hohe Luftfeuchtigkeiten benötigen. Der Einsatz chemischer Bekämpfungsmittel hingegen kann die Pflanze oft mehr als die Milben schädigen. Bei einem Befall beispielsweise auf Ficus religiosa hilft nur die radikale Reduktion der Pflanze auf einen Stumpf, den man neu austreiben lässt.